# Рефелде
Рефелде (њем. Rehfelde) општина је у њемачкој савезној држави Бранденбург. Једно је од 45 општинских средишта округа Меркиш-Одерланд. Посједује регионалну шифру (AGS) 12064408.

## Географски и демографски подаци
Место се налази на надморској висини од 55 метара. Површина општине износи 46,2 km². У општини живи 4.502 становника. Просјечна густина становништва износи 97 становника/km².